# Palazzo Lomellini-Serra
Il palazzo Lomellini-Serra è un edificio storico italiano, sito in via Antonio Gramsci 3, nel centro storico di Genova. È uno dei Palazzi dei Rolli che furono designati, al tempo della Repubblica di Genova, a ospitare gli ospiti di alto rango durante le visite di stato per conto del governo genovese.

## Storia e descrizione
Il palazzo, di origine cinqucentesca, doveva ai fratelli Lomellini l'annessione della torre a mare dell'antica porta cittadina di Santa Fede (o dei Vacca) avvenuta nel 1601 con il vincolo di non modificarne la struttura. Fu incluso fra i plazzi dei rolli nel 1664, al bussolo 4.
L'edificio divenne all'inizio del XIX secolo proprietà del marchese Giacomo Serra, ospitando tra il 1804 e il 1871 le locande California e Stranieri.
Nell'ultimo trentennio del XIX secolo, con l'ampliamento della carrettiera Carlo Alberto (via Antonio Gramsci), l'isolato venne completamente ricostruito e l'ingresso originario, su via del Campo, spostato dal lato di via Carlo Alberto. Di questo intervento fecero parte l'ideazione del caratteristico atrio circolare scandito da semicolonne e il ribaltamento del vano scale.